# Niedernfloß
Niedernfloß ist Ortsteil des Marktes Floß im Bezirk Oberpfalz im Landkreis Neustadt an der Waldnaab.

## Geographische Lage
Der Weiler Niedernfloß liegt ungefähr einen Kilometer nordwestlich von Floß auf dem Nordufer der Floß zwischen der 498 Meter hohen Höhe im Westen und dem 501 Meter hohen Geißbühl im Osten.

## Geschichte

### 13. und 14. Jahrhundert
Niedernfloß(auch: Nidernflozz, Nidern Flozz, Nidern Floß, Nydern Floß, Niedernn Flos) wurde im niederbayerischen Salbuch aufgeführt.
Niedernfloß musste jährlich 3½ mutt Korn (Roggen), 4½ mutt Hafer Abgaben zahlen.
Dieses Salbuch stammt aus der Zeit zwischen 1269 und 1320.
In diesem Verzeichnis wurden folgende zu Floß gehörigen Ortschaften genannt:
Bergnetsreuth, Boxdorf, Diepoltsreuth, Ellenbach, Gösen, Grafenreuth, Hardt, Haupertsreuth, Kalmreuth, Niedernfloß, Oberndorf, Pauschendorf, Ritzlersreuth, Schlattein, Schönberg, Weikersmühle, Welsenhof, Würnreuth, Würzelbrunn.
Niedernfloß wurde auch im Böhmischen Salbüchlein genannt.
Niedernfloß musste jährlich 6 mutt Korn (Roggen), 9 mutt Hafer, 3 Achtl Weizen Abgaben zahlen.
Das Böhmische Salbüchlein enthielt Aufzeichnungen aus der Zeit von 1366 bis 1373 für alle Ortschaften, die im oben zitierten niederbayerischen Salbuch genannt wurden und zusätzlich Plankenhammer als hamer zu Mekenhofen.

### 15. Jahrhundert
Niedernfloß ist im Salbuch von 1416/1440 verzeichnet.
Es wurden die folgenden 4 Bauernfamilien in Niedernfloß genannt: Hännßel Neuwbauwr, Nickchel Zanner, Hannßel Zanner, Brueder (auch: Prudrer).
Alle vier Bauern mussten Nachzill zur Verfügung stellen.
Die Abgaben für alle 4 Bauernhöfe zusammen betrugen im Jahr 3 mutt Korn, 1½ Achtl Weizen, 10 mutt Hafer, 7 Käse, 91 Eier, 4 Hühner.
Dieses Salbuch, mit Informationen über die zu Floß gehörenden Ortschaften stammt aus der Zeit 1416 bis 1440.
In ihm erschienen folgende zu Floß gehörende Ortschaften, wie in den beiden älteren Salbüchern:
Bergnetsreuth, Boxdorf, Diepoltsreuth, Ellenbach, Gösen, Grafenreuth, Hardt, Haupertsreuth, Niedernfloß, Oberndorf, Pauschendorf, Ritzlersreuth, Schlattein, Schönberg, Welsenhof, Würnreuth, Würzelbrunn.
Es fehlten: Kalmreuth, Plankenhammer, Weikersmühle.
Hinzu kamen: Fehrsdorf, Gailertsreuth, Konradsreuth, Meierhof, Wilkershof.

### 16. und 17. Jahrhundert
In einem Verzeichnis der Mannschaften um das Jahr 1559 wurden die folgenden zu Floß gehörigen Ortschaften aufgeführt:
Bergnetsreuth, Boxdorf, Diebersreuth, Diepoltsreuth, Ellenbach, Fehrsdorf, Gailertsreuth, Gösen, Grafenreuth, Hardt, Haupertsreuth, Höfen, Konradsreuth, Meierhof, Niedernfloß, Oberndorf, Pauschendorf, Plankenhammer, Ritzlersreuth, Schnepfenhof, Schönberg, Steinfrankenreuth, Weikersmühle, Welsenhof, Wilkershof, Würnreuth, Würzelbrunn.
Für Niedernfloß wurden 4 Mannschaften verzeichnet:
Mathes Höfler, Bartl Presll, Bartolomeus Schreyber, Bartlmes Lintner.
Im Hof der Friedrichsburg in Vohenstrauß fand 1650 die Erbhuldigung gegenüber Pfalzgraf von Pfalz-Sulzbach Christian August statt.
Niedernfloß erscheint auf der Huldigungsliste zusammen mit Gailertsreuth mit 12 Hofbesitzern.
Im Jahr 1652 wird Niedernfloß beschrieben mit 3 Höfen, einem Halbhof.
Seine Einwohner zu dieser Zeit waren 4 Ehepaare, 9 Kinder.
Das Vieh bestand aus 8 Ochsen, 5 Kühen, 18 Jungrindern, 9 Schweinen, 6 Schafen.

### 18. Jahrhundert bis Gegenwart
Eine Beschreibung des Fürstlichen Pflegamtes Floßerbürg aus dem Jahr 1704 verzeichnete für
Niedernfloß 4 Mannschaften, 3 Höfe, 1 halber Hof.
In einer historisch-statistischen Beschreibung des Pflegamtes Floß von 1794 wurden aufgeführt für
Niedernfloß 4 Bauern, 1 Hirt, insgesamt 40 Einwohner.
Um 1800 hatte Niedernfloß 5 Häuser und 31 Einwohner.
Niedernfloß gehörte zum Anfang des 19. Jahrhunderts gegründeten Steuerdistrikt Gailertsreuth, der gleichzeitig auch Ruralgemeinde war. Zum Steuerdistrikt Gailertsreuth gehörten außer Gailertsreuth mit seiner Mühle noch die Weiler Niedernfloß und Oberndorf und die Einöden Meierhof und Würnreuth. Der Steuerdistrikt Gailertsreuth hatte insgesamt 184 Einwohner und 29 Wohngebäude.
Die unmittelbare Landgemeinde Gailertsreuth bestand zunächst aus den Weilern Gailertsreuth, Niedernfloß und Oberndorf, den Einöden Gollwitzerhof, Meierhof und Würnreuth.
Ab 1946 kam die Gemeinde Diepoltsreuth hinzu mit den Weilern Diepoltsreuth und Ritzlersreuth und den Einöden Schnepfenhof und Schönberg.
Die Ortschaft Niedernfloß hatte 1817 42 Einwohner und 10 Wohngebäude, 1861 40 Einwohner und 1961 22 Einwohner und 4 Wohngebäude.
Am 1. Januar 1972 wurde die Gemeinde Gailertsreuth und damit auch Niedernfloß in den Markt Floß eingegliedert.